# セイラムの血統

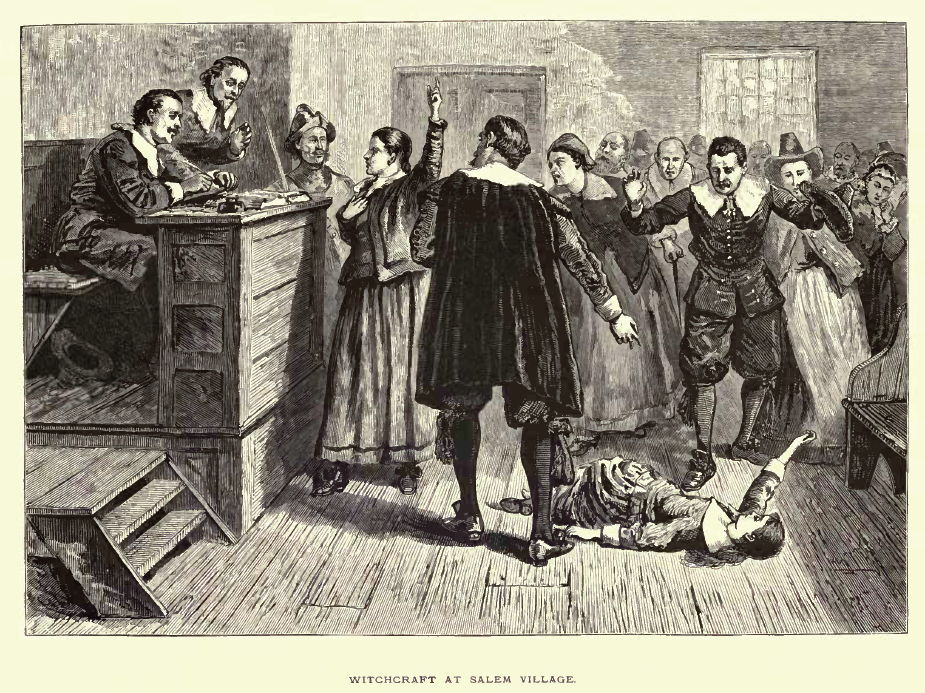
『セイラム村のウィッチクラフト』

セイラムの血統（セイラムのけっとう、英: Bloodlines of Salem）は、ユタ州ソルトレイクシティを本拠地とするアメリカ合衆国の家系グループ。

## 歴史
このグループは、セイラム魔女裁判の関係者の子孫および親戚であると考えられる人々や、裁判に関心を持っている人々を力付けたり資金を提供するために、2007年に世界中の家族歴史センターの本拠地であるソルトレイクシティに設立された。2013年10月現在、会長はスティーブン・ヘイルが務めている。

## 活動
グループの研究員は、セイラム魔女裁判の関係者の子孫および親戚に関する注目に値する証拠を調査し、公表する。2007年の調査によると、映画『ハリー・ポッター』の俳優トム・フェルトンは、ルテナン・ナサニエル・フェルトンと裁判で絞首刑となったジョン・プロクターを含む複数の関係者の親戚である。2008年の調査によると、ジョージ・W・ブッシュアメリカ合衆国大統領は、裁判で絞首刑となったメアリー・パーカーの8代後の曾孫であり、その他217人の関係者の子孫または親戚であることが判明した。

## セイラム魔女裁判関係者の子孫と親戚の著名人[8]
- ルシル・ボール（コメディアン）
- クララ・バートン（アメリカ赤十字社創設者）
- レイ・ブラッドベリ（作家）
- ジョージ・H・W・ブッシュ（アメリカ合衆国大統領）
- ジョージ・W・ブッシュ（アメリカ合衆国大統領）
- アレキサンダー・マックイーン（ファッションデザイナー）
- サラ・ジェシカ・パーカー[9]（女優）
- ウィリアム (プリンス・オブ・ウェールズ)
- トム・フェルトン（俳優）